# Christopher Wickham
Christopher John «Chris» Wickham (Anglaterra, 18 de maig de 1950) és un historiador i acadèmic britànic. És professor emèrit d'Història Medieval a la Universitat d'Oxford i membre de l'All Souls College. Va ser professor d'Història Altmedieval a la Universitat de Birmingham des de 1997 fins a 2005.

## Biografia
Wickham es va educar a Millfield, una escola pública a Street, Somerset, Anglaterra. De 1968 a 1975, va estudiar a Keble College, Oxford. Es va graduar a la Universitat d'Oxford amb un títol de llicenciat en arts. Després va romandre a Oxford per realitzar investigacions de postgrau i completar el seu títol de doctor en filosofia el 1975 amb una tesi titulada «Economia i societat al nord de la Toscana del segle viii».
Wickham va passar prop de trenta anys de la seva carrera a la Universitat de Birmingham. Va ser professor de 1977 a 1987 i professor sènior de 1987 a 1989. Va ser promogut a Reader el 1989 i va ser professor d'Història Medieval el 1993.
El 2005 va ser nomenat professor d'Història Medieval a la Universitat d'Oxford i membre d'All Souls College. Des de setembre de 2015, ha estat cap de la divisió d'Humanitats de la Universitat d'Oxford. Es va retirar al final del curs 2015/2016.
La seva principal àrea d'investigació és la Itàlia medieval, i més concretament la Toscana i la Itàlia central, des del final de l'imperi romà fins al voltant de l'any 1300. La seva èmfasi ha estat en gran part en la història social i econòmica, tot i que també ha estudiat la història legal i política de la zona. Més en general, Wickham ha treballat sota un model d'interpretació marxista de com va canviar la societat europea des de finals de l'Antiguitat i els primers anys de la Mitja Edat i ha estat pioner en l'anàlisi socioeconòmica comparativa d'aquest període.
El 2005 es va publicar la seva obra Framing the Early Middle Ages, que pretén ser una síntesi de la història de l'Europa medieval, la primera feta després dels anys vint. És excepcional pel seu ús de proves fins ara no utilitzades, tant procedents de fonts documentals com arqueològiques, així com pel seu ús audaç ús de mètodes comparatius i el rebuig de les narratives nacionals. Ha estat reconegut per diversos premis, inclòs el premi Wolfson History 2005, el Deutscher Memorial Prize el 2006 i l'American Historical Association li va adjudicar el seu premi James Henry Breasted el gener de 2007. Aquest mateix any va publicar Marxist History Writing for the Twenty-First Century, un volum que recull diferents punts de vista sobre la historiografia marxista. Després va publicar una història general de l'Europa medieval, publicada per Penguin, que examina els desenvolupaments culturals, religiosos i intel·lectuals del període no inclosos en els seus treballs anteriors.
Wickham està casat amb Leslie Brubaker, professora d'art romà d'Orient a la Universitat de Birmingham.
És membre del Partit Laborista i anteriorment era membre dels Democratici di Sinistra (Demòcrates de l'esquerra).

## Obres
- 1975 - Economy and society in 8th century northern Tuscany
- 1981 - Early medieval Italy : central power and local society, 400-1000, London.
- 1982 - Studi sulla società degli Appennini nell alto medioevo, Bologna.
- 1988 - The mountains and the city: the Tuscan Apennines in the early Middle Ages, Oxford.
- 1990 - City and countryside in Late Medieval and Renaissance Italy: essays presented to Philip Jones edited by Trevor Dean and Chris Wickham
- Land and power in Early Medieval Europe: studies in Italian and European social history, 400-1200.  Londres: British School at Rome, 1994. ISBN 978-0904152258.
- 1995 - Comunità e clientele nella Toscana del XII secoloolo, Community and clientele in twelfth-century Tuscany : the origins of the rural commune in the plain of Lucca, Oxford, 1998, Communautés et clientèles, Rennes, 2001
- Chris Wickham, Henry Kamen, Elena Hernández y otros. Las crisis en la historia.  Salamanca: Ediciones Universidad de Salamanca, 1995. ISBN 978-8474818154.
- 1998 - Dispute ecclesiastiche e comunità laiche. Il caso di Figline Valdarno (XII secolo), Florence
- 2000 - Legge, pratiche e conflitti. La risoluzione delle dispute nella Toscana del XII secolo, Rome. Courts and conflict in twelfth-century Tuscany, Oxford, 2003
- Chris Wickham y James Fentress. Memoria Social.  Madrid: Universitat de València. 2003. ISBN 978-8437620831.
- Una Historia nueva de la Alta Edad Media: Europa y el mundo mediterráneo, 400-800.  Barcelona: Crítica, 2008. ISBN 978-8474236149.
- 2007 - Marxist History-Writing for the Twenty-First Century (editor)
- El legado de Roma: una historia de Europa de 400 a 1000.  Barcelona: Pasado y Presente, 2013. ISBN 978-8494289019.
- 2014 - Medieval Rome
- 2015 - Sleepwalking into a New World: The Emergence Italian City Communes in the Twelfth Century